# Fru Eilersen og Mehmet
Fru Eilersen og Mehmet er en dansk novellefilm fra 2006 skrevet og instrueret af Martin Sundstrøm.
Blandt de medvirkende kan nævnes:
- Anne Marie Helger
- Helle Ryslinge
- Shahbaz Sarwar
- Max Hansen
- Elith "Nulle" Nykjær.

## Handling
I en baggård på Nørrebro driver Fru Eilersen (Anne Marie Helger) tøjbutikken "Frakkegården", hvor kunderne bliver stadigt ældre og færre. Da en ny leverandør kræver mere salg, må Fru Eilersen vende udviklingen. Men det er ikke let, når kunderne bliver skræmt væk af indvandrerdrengene, som hænger ud i porten til baggården.